# Colul anatomic al humerusului

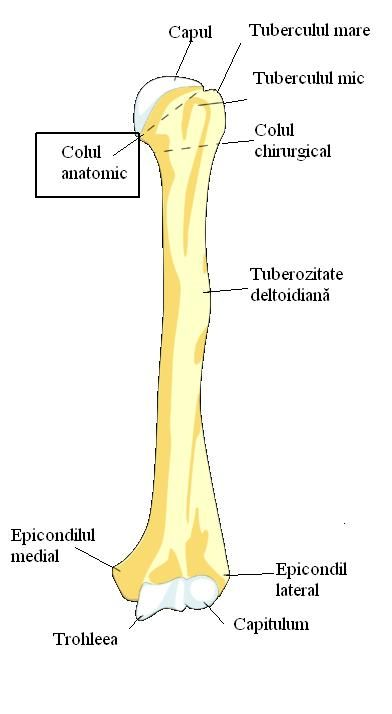
Colul anatomic al humerusului (încadrat)
Latină:collum anatomicum humeri
după Gays Anatomy subject #51 p.209

Colul anatomic al humerusului este o porțiune îngustă de la baza capului humeral.